# André Voisin (agronome)
Pour les articles homonymes, voir André Voisin et Voisin (homonymie).
André Marcel Voisin né le 7 janvier 1903 à Dieppe et mort le 21 décembre 1964 à La Havane à Cuba, est un biochimiste, agronome et agriculteur français, précurseur de l'agriculture raisonnée. À partir de 1956,  il devient Membre de l'Académie d'agriculture de France, Professeur associé à l'École nationale vétérinaire d'Alfort et à l'institut de médecine tropicale de Paris. C'est entre 1956 et 1964, qu'il publie régulièrement tous ses livres. Son ouvrage majeur, traduit en dix-huit langues est la productivité de l'herbe, paru en 1957. 
Il est décrit comme un scientifique de profession et un fermier de cœur . Longtemps, sa renommée a été beaucoup plus grande à l'étranger qu'en France, son pays d'origine.

## Biographie

### Jeunes années
André Voisin est né le 7 janvier 1903 à Dieppe, il est le second fils d' Albert Voisin ; notaire propriétaire d'une ferme d'élevage de 130 hectares dans le pays de Caux et de Marie-Antoinette Morthe Legendre.  
Après sa scolarité à Dieppe à l'école Jehan Ango, étant un élève brillant, il est inscrit au Lycée Louis-Le-Grand à Paris. En 1923, il effectue son service national dans la Marine Nationale où il acquiert le grade d'enseigne de vaisseau. 
Diplômé en biochimie à l’École municipale de physique et de chimie industrielles de la ville de Paris en 1924 (40e promotion), il en sort Major et devient donc ingénieur biochimiste. De 1926 à 1939, sa vie professionnelle débute dans l'industrie du caoutchouc.
En 1936, il part se perfectionner allemand, et son aisance dans cette langue lui permet de poursuivre des études à l'Université de Heidelberg pour soutenir une thèse intitulée "Goethe et la France". Il est fait Citoyen d'honneur de la ville d'Heildelberg.

### Années de guerre
En 1939, il quitte l'industrie et rejoint les forces navales française en Algérie pour combattre dans la Marine.  Lors d'une mission en Méditerranée, il est sérieusement blessé au combat et sera soigné pendant plusieurs mois à l'hôpital du Val de Grâce à Paris. Mais aussitôt remis de ses blessures, il repart encore au combat à la campagne de Narvik en Norvège. 
En septembre 1940 rentré en France, André Voisin ne retrouve pas son poste dans l'industrie, et reprend la ferme familiale du Talou. Il épouse Marthe-Rosine Fernagu (1905-2012) à Paris. 
Il laisse la ferme aux soins de son épouse et se réengage en 1944 dans la 1re division française libre puis est démobilisé après la guerre. Il publie alors son premier livre "un seul pied sur la terre" rédigé à partir des notes de guerre prises pendant le conflit mondial.

### Les études de l'herbe et les principes de pâturage
Cette section ne s'appuie pas, ou pas assez, sur des sources secondaires ou tertiaires indépendantes du sujet.

Pour l'améliorer, ajoutez-en, ou placez des modèles {{Source secondaire souhaitée}} ou {{Source secondaire nécessaire}} sur les passages mal sourcés. (janvier 2025)
En 1945, Andre Voisin revient après la guerre dans l'exploitation familiale du Talou, il observe longuement les vaches pâturer les prairies. Ses observations l'amèneront à élaborer des lois du "pâturage" et ce sera le point de départ de ses nombreuses recherches intitulées la "Rencontre de la Vache et de l'herbe".
Il organise la collecte locale, lance une coopérative de pasteurisation. Il teste la méthode d'exploitation intensive des herbages ou "pâturage tournant" ou par rotation dite méthode Warmbold du nom de l'agronome allemand qui l'a mise au point en 1917 à l'école d'agriculture de Hohenheim près de Stuttgart.
A cette époque, l'après-guerre s'inscrit dans le contexte du plan Monnet, relayé par le plan Marshall, devant permettre une modernisation rapide en encourageant à la mécanisation et à une utilisation des engrais et de nouvelles variétés de semences. Tandis que les recherches d'André Voisin l'amène à mettre l'accent sur le fait que la prairie permanente est aussi productive que la prairie ressemée si on lui accorde les mêmes soins et si on l’exploite rationnellement. Les observations de Voisin sur la prairie de sa ferme de Talou et de ses vaches l'amènent à poser deux principes importants : le rôle clé de la matière organique pour la vie du sol et la nutrition des plantes, l’importance d’une fertilisation équilibrée en lien avec la santé des animaux et son impact sur les humains. D'autre part, il met en évidence la nécessité de considérer à la fois la vitesse de croissance de l’herbe ainsi que la vitesse de sa consommation par l’animal, et, de ce fait, cela permet d'établir des règles de gestion rationnelle du pâturage. 
Scientifique dans l'âme et profondément engagé contre la culture intensive, il expérimentera de nombreux procédés dont la rotation des pâturages ou l'utilisation raisonnée des engrais et leur composition
À partir des années cinquante, ses recherches attirent l'attention et André Voisin reçoit de nombreuses visites dans sa ferme du Talou à Gruchet.
De notoriété internationale, André Voisin est invité à partir de 1951 à donner des conférences dans de nombreux pays (Allemagne, Canada, États-Unis, Angleterre, Irlande, Nouvelle-Zélande, Afrique, Amérique latine...) avec une notoriété bien plus grande dans les pays qu'il visite qu'en France. 
En 1956, il devient Membre de l'Académie d'Agriculture de France
En 1957, paraît son ouvrage majeur traduit en dix-huit langues d'intérêt agricole, appelé Productivité de l'herbe ;  qui part d'un constat simple "Le pâturage est la rencontre de la Vache et de l'herbe" qui fait d'ailleurs le 1er chapitre de cette étude rééditée en 2001, puis en 2018 aux éditions France-Agricole. Cet ouvrage est devenu le livre à penser de nombreux scientifiques, éleveurs, universitaires à travers le monde. 
La pensée d'André Voisin se traduit ainsi par cette citation « De l’équilibre du sol dépend la santé de l’animal et de l’homme ».

### Décès à la Havane
Dès 1959 lors de son accession au pouvoir, Fidel Castro prend contact avec André Voisin avec l'idée de mettre en place une réforme agraire pour laquelle il a besoin de ses conseils. En 1964, Fidel Castro l’invite à Cuba pour 10 conférences et lui fait arpenter de nombreux champs cubains, qu’il fait éditer sous le titre "Influencia del suelo sobre el animal a través de las plantas." cependant, Voisin déjà fatigué, décède d’une crise cardiaque à la Havane le 21 décembre à l'âge de 61 ans. Il est inhumé à la Havane.
Dès lors, Voisin étant devenu très populaire dans ce pays,Castro organise pour lui des funérailles nationales, il déclare lors de ses obsèques : "Avec toute certitude, ses idées fleuriront, ses idées seront accueillies ; ici dans notre petit pays, plus peut-être qu'en aucun lieu, ses idées seront diffusées, connues et appliquées".  

### L'approche atypique d'André Voisin
André Voisin est reconnu comme un éminent défenseur et l'un des précurseurs de la gestion durable de l'agriculture contemporaine. À propos de la désertification généralisée de la Terre, l'écologue Allan Savory se réfère à son travail de pionnier pour y remédier. Il a également inspiré Allan Nation l'éditeur du The Stockman Grass Farmer magazine  et Joël Salatin mais aussi un certain nombre d'agriculteurs.
Ses recherches sont considérées comme ayant fortement contribué à la structuration des bases de la permaculture dans le monde.
Ses ouvrages sont traduits dans 18 langues.
« Son grand domaine de prédilection était la culture intensive et ses conséquences sur la santé de l’homme. Mon mari était contre l’utilisation excessive des engrais », selon Marthe-Rosine Voisin, son épouse. « Si les hommes continuent à exploiter les terres comme ils le font aujourd’hui, ils courent à la catastrophe. »
Marthe-Rosine Voisin qui entretient la mémoire de son époux en France et à la Havane meurt en 2012 à l'âge de 105 ans.
André Voisin est Doctor Honoris Causa de l'Université de Bonn en 1960 ainsi que de l'Université de la Havane.

## Parcours
- Diplômé de l’École supérieure de physique et de chimie industrielles de la ville de Paris en 1924
- Diplômé de l’Université de Heidelberg (Allemagne) en 1936
- Enseigne de Vaisseau de 1re Classe: Croix de Guerre, Étoile d’Argent, deux citations à l’ordre de l’Armée, Croix du Combattant Volontaire, Croix du Mérite Agricole
- Président de la Fédération des Coopératives Laitières de Seine-Maritime
- Docteur Honoris Causa de l’Université de Bonn (RFA) en 1960
- Membre de l’Académie d’agriculture de France en 1956
- Lauréat de l’Académie des sciences (France)
- Prix Nicolas Svorikine de l’Académie des sciences (France), 1959
- Lauréat de l’Académie vétérinaire de France
- Prix Foulon
- Docteur Honoris Causa de l’Université de La Havane (Cuba)

## Hommages
- Président d’honneur à titre posthume, Association Cubaine de Production Animal (A.C.P.A.), février 1991.
- Rencontre scientifique internationale en hommage à André Voisin, à Buenos Aires (Argentine), par l' ACPPRI (Association Civile pour la Promotion du Pâturage Rationnel Intensif), novembre 1994.
- Un Congrès international a eu lieu à Cuba en hommage à André Voisin pour le 30e anniversaire de sa mort, du 7 au 11 janvier 1995.

## Publications
- Un seul pied sur la terre, souvenirs de guerre, illustrations de Luc-Marie Bayle, 1946.
- Productivité de l’herbe, avec Joseph Pousset et Daniel Leconte, Editions France Agricole, Flammarion, 467 pages, 1957, réédité en 2013[15].
- La vache et son herbe: manuel de productivité de l'herbe, avec André Lecomte, préface de R.E. Houdet, 1958.
- Sol, herbe, cancer: la santé de l'animal et de l'homme dépend de l'équilibre du sol, préface de Clément Bressou, 297 pages, Paris, Maison rustique, 1959.
- Dynamique des herbages: devons-nous retourner nos pâtures pour les améliorer?, 1960.
- Tétanie d'herbe: mal appliqué, l'engrais minéral ou organique peut-il être mortel pour l'animal?, préfaces de Clément Bressou et N. Rosselle, 1963.
- Les nouvelles lois scientifiques d'application des engrais, cours à l'Université Laval (Canada), préface de J.E. Chevrette, 1963.
- Influencia del suelo sobre el animal a través de la planta, cours donnés à La Havane, Cuba.